# Kharan (Pakistan)
Kharan (Urdu خاران) ist eine Stadt im gleichnamigen Distrikt Kharan im Südwesten Pakistans in der Region Belutschistan.
Die Stadt liegt in einer Entfernung von 10 km vom Fluss Baddo in einer Wüstenregion.
Historisch war Kharan eine bedeutende Karawanenstation entlang alter Handelsrouten. Heute wird in der Region Handel mit Salz, Hirse, Weizen, Datteln, Melonen, Teppichen und Körben betrieben. Dank künstlicher Bewässerung ist landwirtschaftliche Nutzung möglich. Zu den wichtigsten Nutztieren gehören Kamele, Ziegen und Schafe.
Im Nordosten der Stadt befinden sich zwei Flughäfen: der Kharan Airport (ICAO: OPKN) und der Kharan East Airport (auch Khuzdar Airport, ICAO: OPKH, IATA: KDD).
Die auf einer Höhe von 693 Metern gelegene Stadt hatte laut der Volkszählung von 1998 eine Bevölkerung von 26.057 Menschen, darunter 13.623 Männer und 12.434 Frauen. Einer Schätzung aus dem Jahr 2006 zufolge war die Einwohnerzahl auf 31.542 angestiegen.

## Geschichtliches
Vor der britischen Kolonialherrschaft war Kharan der Sitz eines unabhängigen Fürstenstaates, dessen Herrscher den Titel Mir oder Nawab trugen. Nach der britischen Annexion blieb Kharan ein autonomes Fürstentum innerhalb des kolonialen Verwaltungsgefüges. Auch nach der Unabhängigkeit Pakistans 1947 bestand der Fürstenstaat fort, bis er 1955 in die Provinz Westpakistan eingegliedert wurde.

### Herrscher von Kharan (1796–1955)
- 1796–1810 Jahangir Khan
- 1810–1833 Abbas Khan III.
- 1833–1885 Azad Khan
- 1885–1909 Nowruz Khan
- 1909–1911 Mohammed Yakoub Khan
- 1911–1955 Habibullah Khan

### Atomtest 1998
Am 28. Mai 1998 führte Pakistan in den Ras Koh Hills, nordwestlich von Kharan, seinen ersten unterirdischen Atomwaffentest durch. Dies geschah als Reaktion auf die indischen Nukleartests im selben Monat und markierte einen bedeutenden Moment in der geopolitischen Entwicklung der Region.

### Erdbeben 2011
Am 18. Januar 2011 wurde Kharan und seine Umgebung von einem Erdbeben der Stärke 7,2 auf der Richterskala erschüttert, das erhebliche Schäden verursachte.